# 蔵富吉右衛門
蔵富 吉右衛門（くらとみ きちえもん、文禄2年（1593年） - 延宝7年8月7日（1679年9月11日））は、江戸時代前期の農事改良家。

## 経歴・人物
筑前国遠賀郡立屋敷村（現：福岡県遠賀郡水巻町）の庄屋。
寛文10年（1670年）鯨油によってウンカなどの稲の害虫を駆除する方法を発見した。没後、駆除法の効果が認められ、西日本一帯に広がった。この駆除法は農薬が広がる1950年頃まで用いられた。
この鯨油による駆除法は享保5年（1720年）に糟屋郡多田羅村の農民王丸彦四郎が発見したと伝えられるものもあるが、吉右衛門の事績とは別個になされたものである。吉右衛門の発見について水巻町にある八釼神社の由緒には「日本農業の害虫防除の始まりとされている」と記されてある。